# Япония (ежегодник)
«Япония» — ежегодное научное издание, сборник статей ведущих японоведов по наиболее актуальным вопросам жизни современной Японии. Выходит с 1972 года. До 1993 года — издание Академии наук СССР, в настоящее время издаётся российской Ассоциацией японоведов.

## История
Ежегодник начал издаваться инициативной группой советских японоведов с целью освещения прошлого и настоящего Японии с учётом национальных интересов СССР. Решение о его издании было принято 26 февраля 1971 года на заседании Секции по изучению Японии при Научном совете по координации научно-исследовательских работ в области востоковедения Президиума АН СССР.
Первым главным редактором ежегодника был доктор исторических наук И. А. Латышев; в ноябре 1973 года после его отъезда в Японию на журналистскую работу его сменил доктор исторических наук И. И. Коваленко, занимавший пост главного редактора до 1989 года.
В советский период ежегодник, считавшийся органом Секции по изучению Японии в рамках АН СССР, выходил при поддержке академических институтов: Института востоковедения и Института Дальнего Востока. Издавался Главной редакцией восточной литературы издательства «Наука».
Первые выпуски ежегодника выходили тиражом 10 тыс. экз., в 1973—1989 годах тираж составлял 20-25 тыс., после чего резко сократился до 500 экз.

### После 1990 года
В 1991 году ежегодник не выпускался.
С 1993 года издаётся в качестве органа российской Ассоциации японоведов, с 1994 года стал издаваться на средства Японского фонда. Главным редакторов этот период являлся кандидат исторических наук К. О. Саркисов.
По словам И. А. Латышева, с этого момента ежегодник стал «рупором японского посольства», ведущая роль в редколлегии стала принадлежать «ельцинистам-„демократам“», что привело к необъективному содержанию статей — ни разу не были опубликованы полемические, посвящённые критическому осмыслению японской внешней политики, в статьях были попытки «создания вокруг имен японских военных преступников ореола бескорыстных борцов-романтиков за счастье Японии, восхвалялся как самоотверженный патриот и „романтик-пассионарий“ бывший премьер-министр Японии Коноэ Фумимаро».
Однако, несмотря на спонсорство со стороны японцев, скоро публикации в ежегоднике утратили прежний восторженный тон в оценках достижений Японии в сфере экономики, науки и техники — трезвый анализ японоведами сложного состояния японской экономики 1990-х годов появился, например, в выпуске за 1998—1999 годы в статье И. П. Лебедевой}. Объективная характеристика тогдашнего уровня развития японской науки и техники, в отличие от прежних статей-панегириков, была дана в работе авторитетного в данной проблеме японоведа Ю. Д. Денисова.
С 2000 года главным редактором ежегодника стала доктор исторических наук Э. В. Молодякова.
К 2002 году — за тридцать лет существования, в ежегоднике было опубликовано более 500 различных аналитических материалов (обзоры экономики, внутренней и внешней политики Японии, проблемные статьи и т. п.) более 240 авторов, около 180 из которых опубликовали один-два материала.
С 2013 года главным редактором является доктор исторических наук Д. В. Стрельцов.

## Содержание
Материалы ежегодника дают совокупное представление о жизни Японии.
За период 1971—2001 годы в общем числе аналитических обзоров и статей наибольшая доля пришлась на экономику Японии (30 %) и общественную жизнь (20 %); на внешнюю политику, внутреннюю политику и культуру — от 13 до 16 %; на историю — менее 8 %.
С 2000-х годов заметно увеличилось число статей на исторические темы, которые в советский период печатались редко, в соответствии с целью ежегодника давать сведения о жизни Японии на протяжении года, предшествующего выходу очередного выпуска. Также исчезли ранее ежегодно публиковавшиеся обзоры по экономике, внутренней и внешней политике Японии, полностью исчезла рубрика «Научная жизнь».